# Ристеска, Елена
Елена Ристеская (макед. Елена Ристеска; род. 27 апреля 1986, Скопье) — северомакедонская певица и автор песен популярной музыки. Являлась представителем Македонии на конкурсе песни «Евровидение-2006» с песней «Нинанајна» Дарко Димитрова и Раде Врчаковски.

## Биография

### Ранние годы
Елена Ристеская родилась 27 апреля 1986 года в Скопье, Македония (тогда Республика Македония входила в состав СФРЮ). Родилась как второй ребёнок в семье и Деса и Ацко Ристески. В свои первые годы начала проявлять интерес к музыке и искусству. Позже она присоединилась к художественной группе «Кочо Рацин» и перешла в отдел народных песен и танцев. Вместе с этим культурным ансамблем побывала в ряде европейских стран.
В 1996 году Елена Ристеская начинает петь в школьном хоре. Она от хора в лице международного представителя ездила в Болгарию. В 1998 году Елена начала заниматься рисованием и тем самым получила множество различных наград. В 2000 году она вместе с танцевальной труппой была на гастролях в Болгарии, Чехии и Турции.

### Профессиональное начало
Елена официально стала известной македонской певицей благодаря выигрышу в музыкальном реалити-шоу «Play». Её дебютный сингл «Она Другото» стал хитом в Македонии, и в результате появляется её дебютный альбом под названием «Ден и Ноќ». В альбом вошли ещё несколько песен, которые также стали успешными хитами в Македонии и в соседних стран. Елена Ристеска, оказывается, ещё и писатель песен. Она написала несколько статей об 4Play, Ламбе Алабаковски, Александре Пилевой, Майе Саздановской, Роберте Билбиловом, Верице Пандиловской и др.
Наряду с большим успехом своего дебютного альбома, Елена начала набирать популярность в Македонии и за её пределами. В 2004 году она приняла участие в фестивале «Golden Star» в Румынии, и в 2005 году с хитом «Ни на небо, ни на земја» она участвовала в «Сунчане Скале» в Херцег-Нови. Её клипы часто показывают на MTV Adria и поэтому её популярность растёт.

### Евровидение 2006
4 марта 2006 года, Елена Ристеска победила в отборочном туре для конкурса песни «Евровидение 2006» с песней «Нинанајна». Благодаря победе она получила право представлять Македонию на конкурсе «Евровидении 2006» в Афинах, Греция. В Афинах ей удалось стать одной из лучших десяти исполнителей в полуфинале (18 мая 2006), что позволило ей перейти в финал конкурса. В финале, который был проведён 20 мая 2006 года, Елена Ристеска получила 56 очков и заняла 12-е место, что до 2019 года оставалось для Республики Македонии лучшим за всю историю участия в конкурсе.

### После Евровидения
В июле 2006 года Елена спела песню «Не Могу» на сербском языке в «Сунчане Скале». Эта песня — работа группы «Калиопи» и Дарко Димитрова. Песня оказалась на 10-й позиции. В том же году, в сентябре, путешествуя по Еревану, Армения, предлагалась для участия в шоу в качестве гостя-представителя Армении на «Евровидении 2006» под псевдонимом Андре. Елена Ристеска была хорошо принята публикой в Армении, которая считала песню «Нинанајна» своим летним хитом и популярным рингтоном. В октябре она исполнила новый сингл под названием «Есен Во Мене». Песня является работой Дарко Димитрова.
После её бесчисленных хитов в предыдущем году второй альбом Елены под названием «192» реализуется в декабре 2006 года. Альбом содержит песни «Есен Во Мене», «Нинанајна», македонская версия «Не Могу» под названием «Я» и несколько новых песен.
В 2007 году она приняла участие в конкурсе «Скопје Фест 2007», но теперь не в качестве участника конкурса, а в качестве специального гостя и автора текста «Бело е се» песни Ламбы Алабаковски. Для «Евровидения 2007» она представила свой голос для македонских телезрителей в последнюю ночь.
Елена участвовала в сербском «Радијски Фестивал» 15 декабря 2007 года, исполнив песню «Кревета Два». Елена оказалась на втором месте совместно со своим коллегой и кумиром Каролиной Гочевой. Елена также получила две награды: одну — за лучший перевод, а другую от «Радио ОСМ Пале». В конце 2007 года она выпустила сербскую версию альбома «192» под названием «Миллионер».

### 2008 год
Для Елены Ристески 2008 год начался удачно. Она спела первый сольный сингл на английском и записала клип. Это была песня под названием «Million Dollar Player» (или английский вариант «Миллионер»). Клип был произведён студией «Corrino Media Group», видеорежиссёром которой является Майк Статик. Кроме того, Елена снялась в видео с Лироем Чемберсом, который на самом деле является автором этой песни.
После этого Елена возвращается к некоторым старым проектам. Она записывает видео на песню «Некаде Далеку» из альбома «192». Кроме македонской версии, она записала клип на сербской версии под названием «Bye bye» и часть альбома «Миллионер». Режиссёром клипа был Александр Ристовский-Принц. Между тем они записали новую песню с группой «Паркети» под названием «Сакам да те галам», на которую позже записали клип.
19 декабря она провела свой первый сольный концерт. Проводился он в «Метрополис Арене». Гостями на этом концерте также стали Ламба Алабаковски, певица Туна, группа «Паркети» и боснийская группа «Регина».
В начале 2009 года она также снялась в клипе на песню «Усни како темно мастило».

## Альбомы
- «И јас сакам да бидам ѕвезда» (2002)
- «Ден и ноќ» (2003)
- «192» (2006)
- «Миллионер» (2008)